# Касатонов Володимир Опанасович
Володимир Опанасович Касатонов (нар. 8 (21) липня 1910, Петергоф — 9 червня 1989) — радянський воєначальник, адмірал флоту, Герой Радянського Союзу. Депутат Верховної Ради СРСР 5—9-го скликань. Член ЦК КПУ в 1956—1966 роках.

## Біографія
На службі у ВМФ з 1927 року. З 1927 по 1931 рік був курсантом військово-морського училища.
Закінчив Військово-морське училище імені М. В. Фрунзе (1931), командирські класи навчального загону підводного плавання імені С. М. Кірова (1932), Військово-морську академію імені К. Є. Ворошилова (1941).
До грудня 1932 року — штурман та помічник командира підводного човна Балтійського флоту. В 1933 — 1939 роках — помічник командира, командир підводного човна, командир дивізіону підводних човнів Тихоокеанського флоту. Член ВКП(б) з 1939 року.
Після закінчення Військово-морської академії призначений начальником штабу окремого дивізіону підводних човнів Балтійського флоту. На цій посаді зустрів Німецько-радянську війну, брав участь в літньо-осінніх бойових діях 1941 року на Балтиці. У зв'язку з припиненням походів підводних човнів в зимовий час в кінці цього ж року переведений в Головний морський штаб, де служив старшим командиром-оператором, потім начальником відділу оперативного керування. Особливу увагу приділяв впровадженню досвіду воюючих флотів у бойову підготовку Тихоокеанського флоту та Амурської військової флотилії.
З грудня 1945 року — начальник штабу Кронштадтського морського оборонного району. У 1947 — 1949 роках-начальник відділу та помічник начальника Головного керування Генерального штабу.
З жовтня 1949 року — начальник штабу — перший заступник командувача 5-м ВМФ (Тихий океан, головна база флоту — Владивосток), а з квітня 1953 року — перший заступник командувача Тихоокеанським флотом.
З листопада 1954 року — командувач 8-м ВМФ (північна частина Балтійського моря), з грудня 1955 року — командувач Чорноморським флотом, а з лютого 1962 року — командувач Північним флотом.
З червня 1964 року — перший заступник Головнокомандувача і член Військової ради Військово-Морського Флоту СРСР. Касатонов вніс великий внесок у зміцнення бойової готовності ВМФ, в випробування нових кораблів і в вивчення умов дій сил флоту в арктичних районах. У 1966 році як старший командир брав участь у першому в історії радянського ВМФ підводному навколосвітньому поході атомних підводних човнів, за що був удостоєний звання Героя Радянського Союзу.
З вересня 1974 року — військовий інспектор-радник Групи генеральних інспекторів МО СРСР. Жив і помер в Москві. Похований на Новодівичому кладовищі.
Депутат Верховної Ради СРСР V—IX скликань.
Син — Касатонов Ігор Володимирович — адмірал.
Онук — Касатонов Володимир Львович — контр-адмірал, командувач Краснознаменнной Кольською флотилією різнорідних сил СФ.

## Нагороди
- Герой Радянського Союзу (25 листопада 1966).
- 3 ордена Леніна
- 2 ордена Червоного Прапора
- Орден Нахімова 2-го ступеня
- Орден Вітчизняної війни 1-го ступеня
- 2 ордена Трудового Червоного Прапора
- 2 ордена Червоної Зірки
- Орден «За службу Батьківщині в Збройних Силах СРСР» 3-го ступеня
- Медалі
- Іноземні ордена